# جيمس إس. توماس
جيمس إس. توماس (بالإنجليزية: James S. Thomas)‏ هو مصرفي وسياسي أمريكي، ولد في 25 مايو 1802، وتوفي في 26 أكتوبر 1874. حزبياً، نشط في الحزب الجمهوري.